# Winder

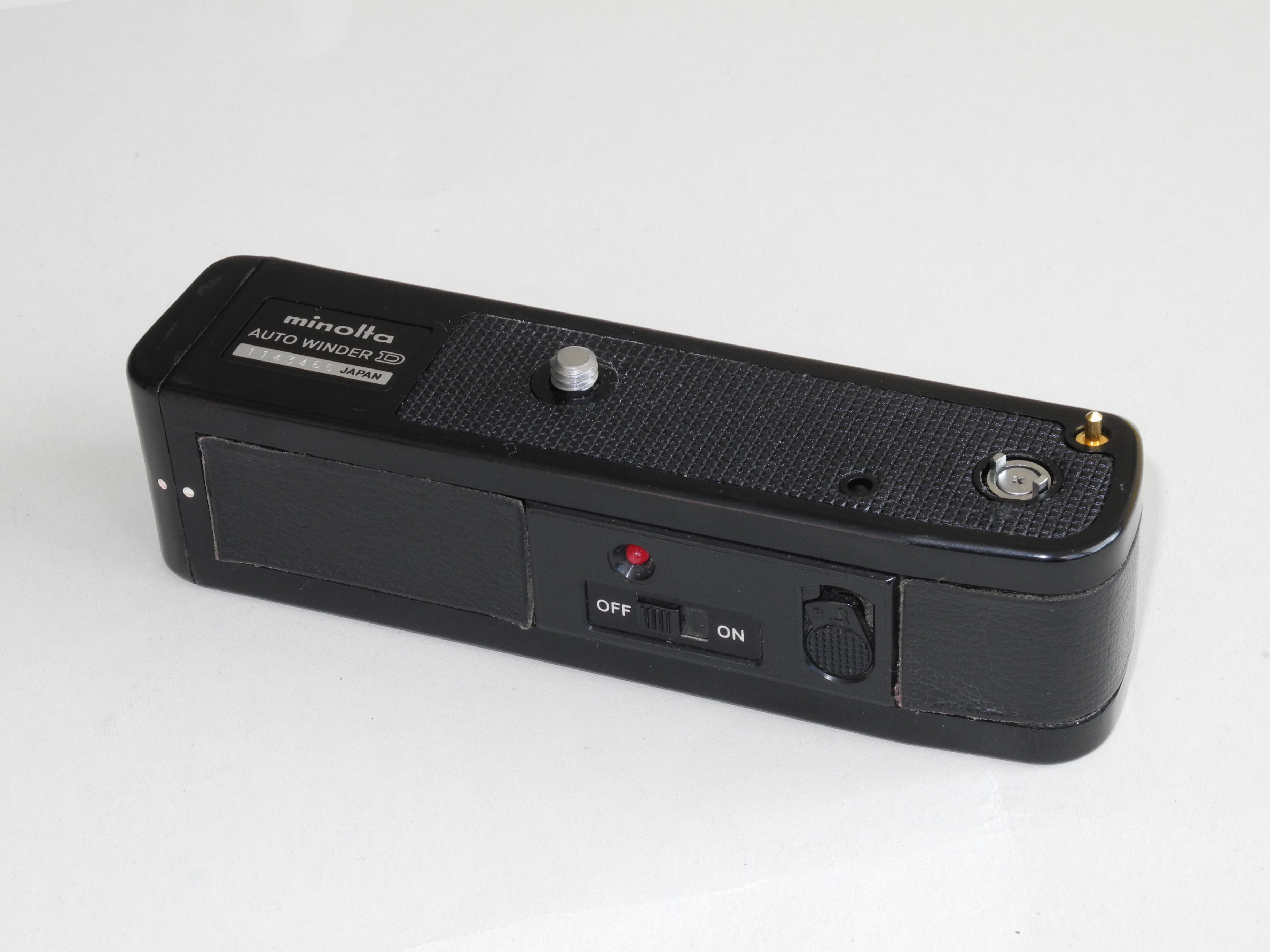
Minolta Auto Winder D, Rückseite

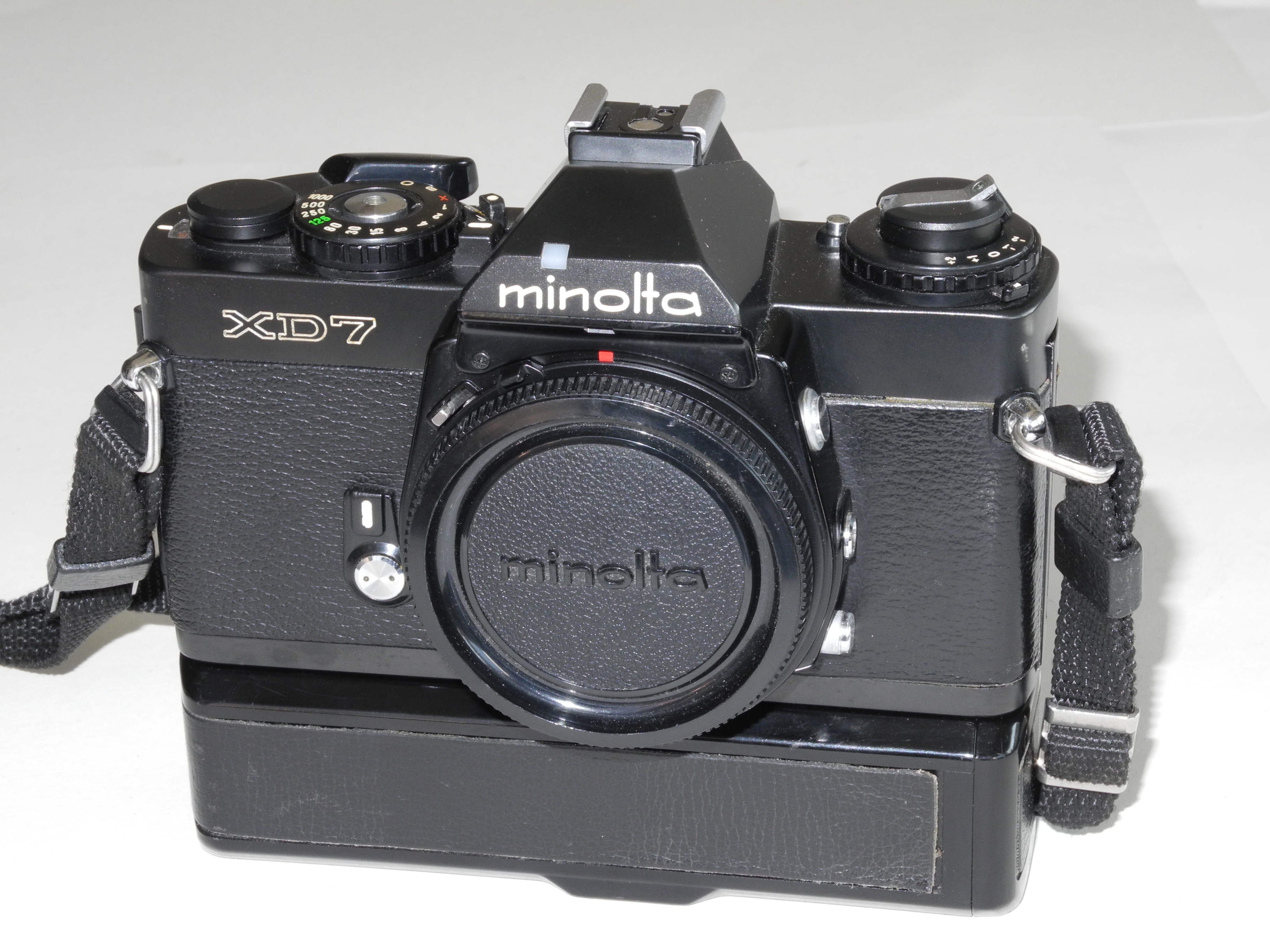
Minolta XD7 mit angebautem Auto Winder D.

Als Winder bezeichnet man einen, an fotografische Kameras für analogen bzw. fotografischen Film anschließbaren Motor zum Filmtransport (engl. „to wind“, aufspulen).
Ein Winder weist im Gegensatz zum Motorantrieb oder Motordrive meist eine niedrigere Bildfrequenz auf. Typischerweise liegt sie bei 2,5 Bildern/s oder darunter. 
Als in Kameras für den Filmaufzug noch keine Motoren eingebaut waren, gab es Kameramodelle, an deren Gehäuse man einen solchen Motor anschließen konnte. Meist wurde der Winder unter dem Gehäuse mit Hilfe des Stativgewindes befestigt. So war es möglich, Serienaufnahmen mit höherer Bildfrequenz herzustellen. 
Einige Spiegelreflexkameras besitzen auch heute noch einen Winderanschluss, obwohl sie bereits einen eingebauten Motor für den Filmaufzug besitzen. Hier lassen sich dann stärkere Motoren für höhere Bildfrequenzen anschließen.